# Nußberg (Moosburg)

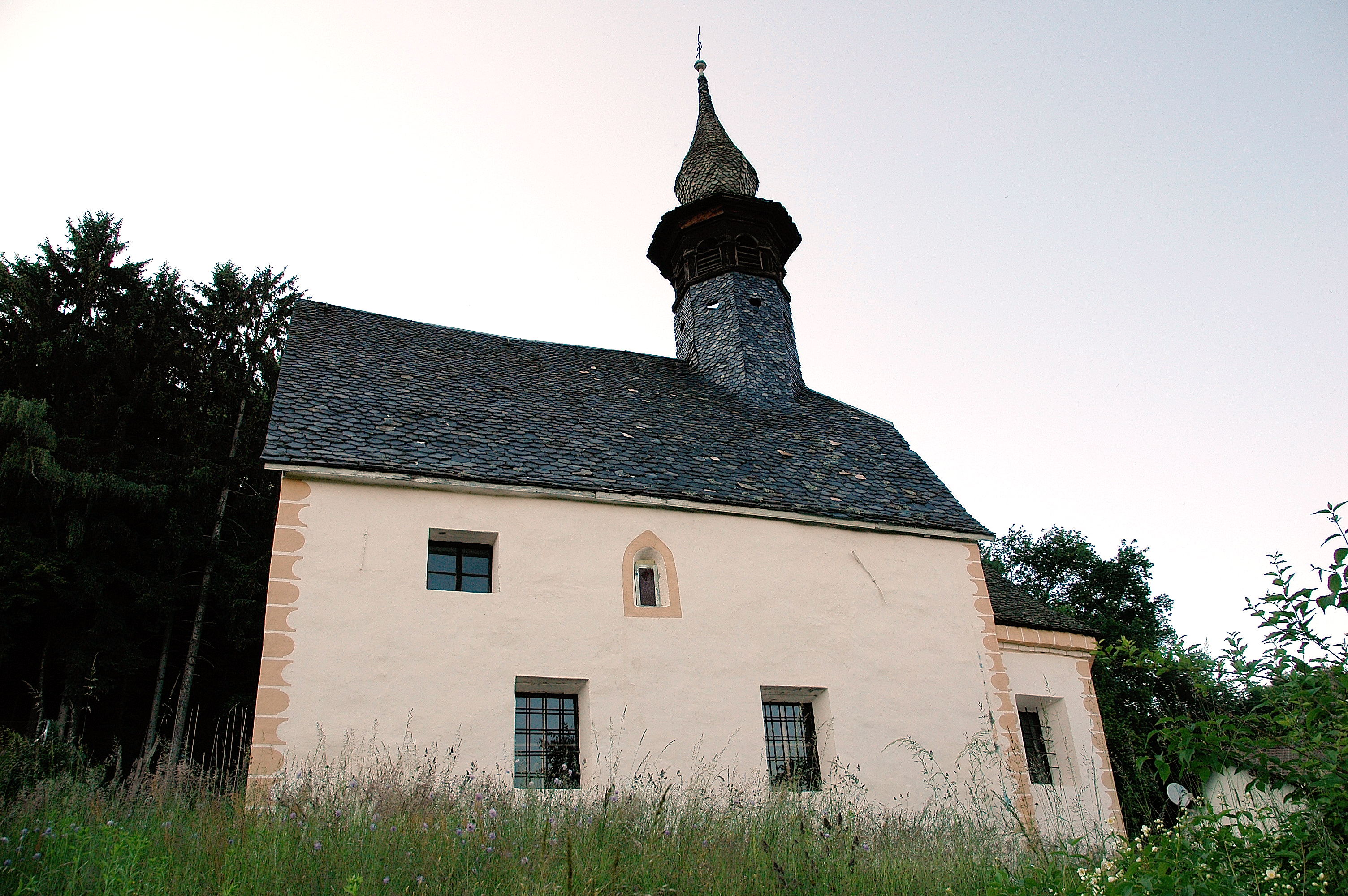
Kirche von Nussberg im Gemeindegebiet von Moosburg

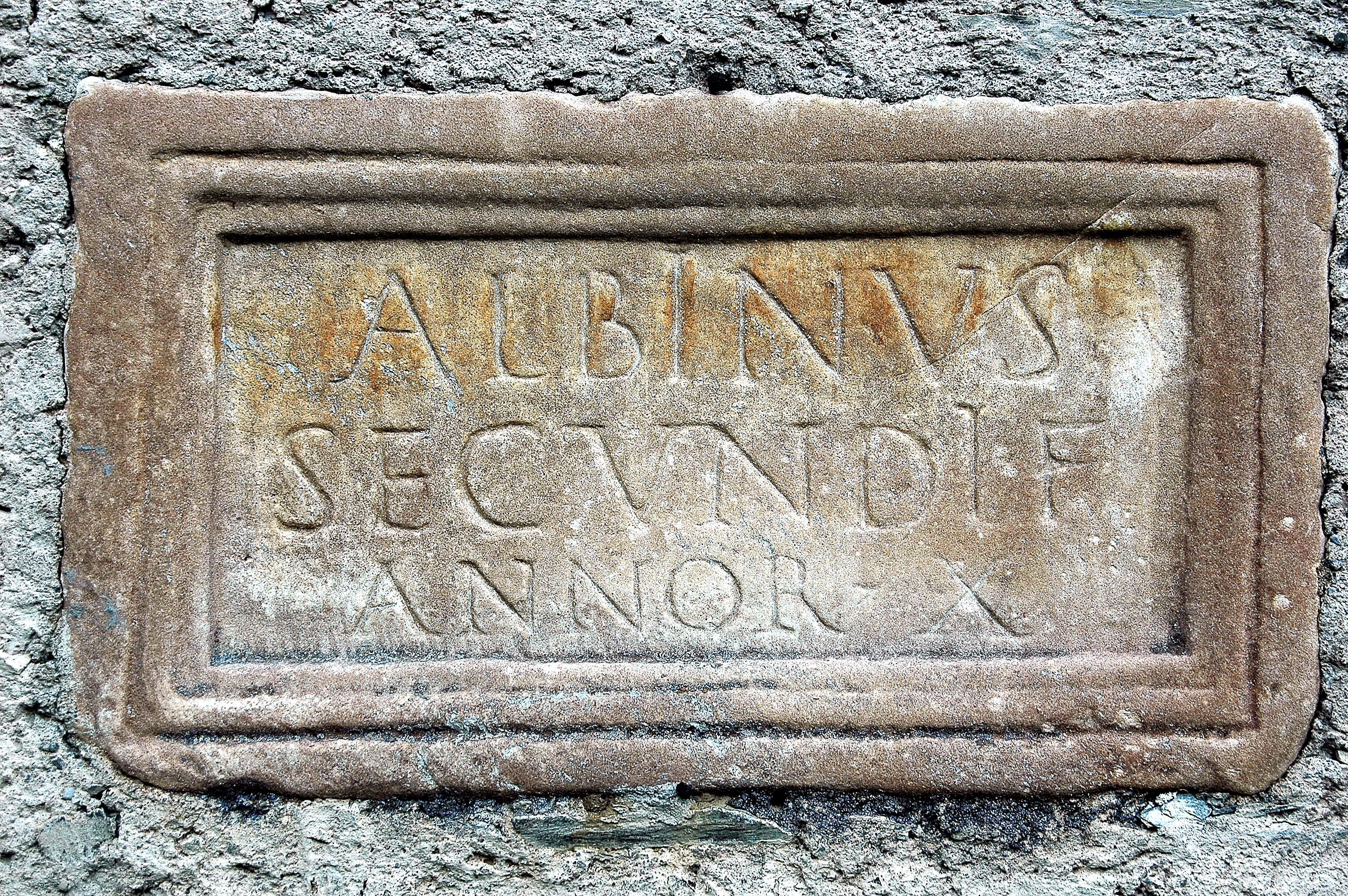
Inschriftstein rechts vom Eingang der Nussberger Kirche

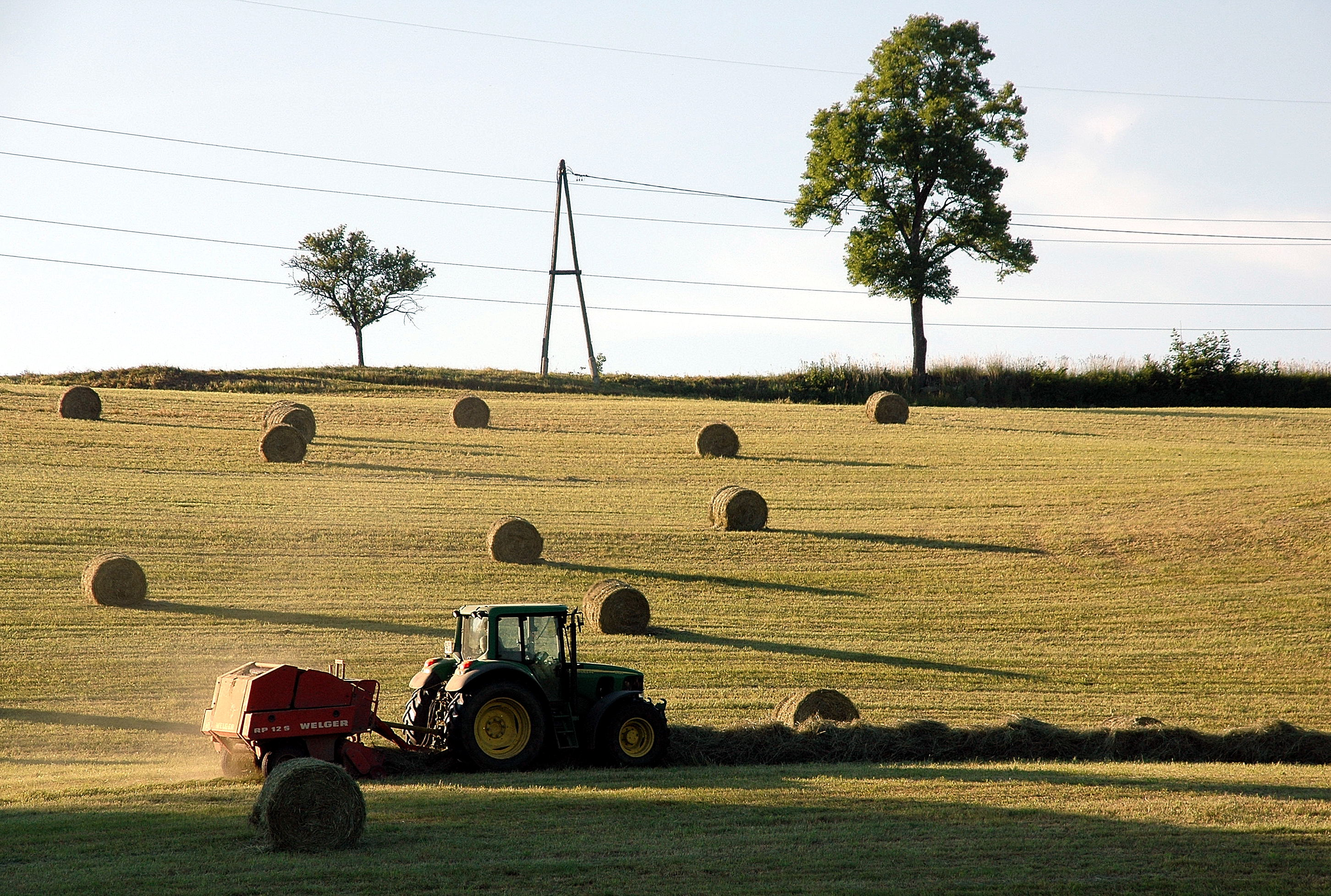
Heuernte zwischen Arlsdorf und Nussberg

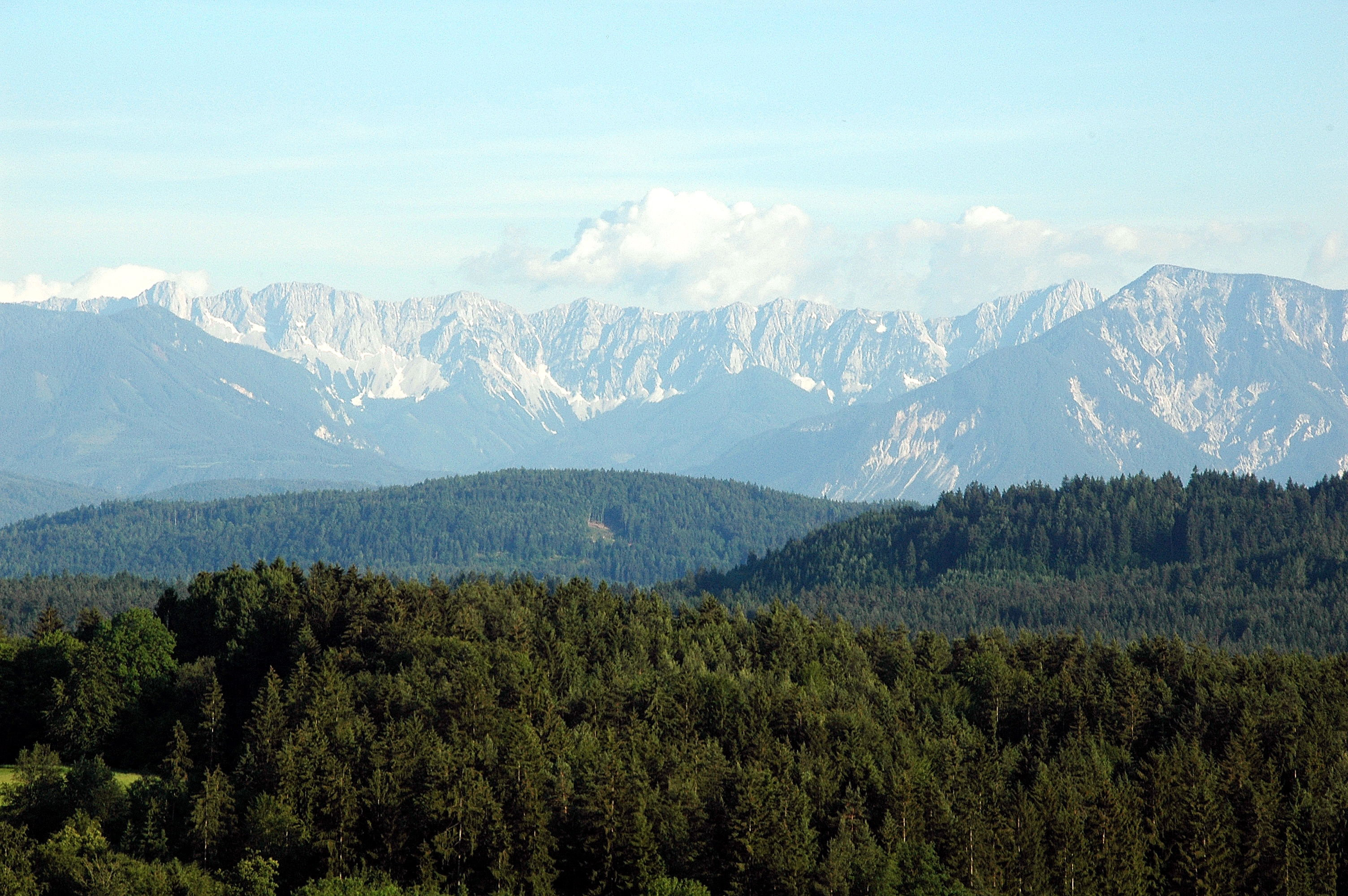
Blick von Faning auf die Karawanken

Nußberg ist ein Ortsteil von Moosburg in der Katastralgemeinde Tigring.

## Geografie
Das Haufendorf liegt in mittlerer Lage am Südabhang vom 805 m hohen Freudenberg.

### Nachbarorte
|                | Maria Feicht |            |
| Klein St. Veit |              | Tentschach |
| Tigring        | Faning       | Ponfeld    |

## Verkehrseinbindung
Durch die Ortschaft führt die Verbindungsstraße Faning, Arlsdorf, Nussberg, Freudenberg.

## Wirtschaftliche Basis
Der Ort lebt vorwiegend von der Landwirtschaft (Ackerbau, Waldbewirtschaftung und Viehwirtschaft), wird aber auch als Wohngegend genutzt.

## Tourismus
Es ist ein Wandergebiet mit Panoramablick nach Süden über das Klagenfurter Becken bis in die Karawanken (Ferlacher Horn, Koschuta, Mittagskogel). Der Ort liegt auf dem Weg zum Freudenberg.

## Filialkirche hl. Rupert
Die örtliche Kirche hl. Rupert wird erstmals im Jahre 1616 erwähnt. Sie hat ein romanisches Langhaus, gotische Apsis und barocke Einrichtung. Ein östlicher, achtseitiger Dachreiter mit Zwiebelhelm prägt das äußere Erscheinungsbild. Gotische Türbeschläge zieren das Eingangstor. An der West-Fassade eingemauert entdeckt man eine römerzeitliche Grabinschrift für Albinus, Sohn des Secundus.